# 古生態学
古生態学 (こせいたいがく、英: paleoecology、palaeoecology) とは地質時代に生息していた古生物の生活と、環境との関係を調べる古生物学の分野の一つ。生態学とも関連するが、生態学そのものではない。化石と地層の堆積物に基づいて復元がなされ、遺骸群集の分布や花粉分析などから生物相を調べ現存する同種や近縁の種類のすむ環境から、太古の環境条件の幅や地理的変化が推察される。地層の堆積状態や海陸分布なども参考となる。動物の習性についても論じられる。

## 古生態学内のアプローチと概要
- 古典古生態学 - 古典古生態学は、過去の生態系を復元するために化石や準化石のデータを使用する。ライフサイクル、生物の相互関係、自然環境、社会性、死とタフォノミーの解釈に役立つ化石生物とその関連する化石（貝殻、歯、花粉、種子など）の研究が含まれる。それらを理解することが古環境の復元に役立つ。古生物学者は脊椎動物の分類と生態学的な多様性、彼らが占めるニッチの間の密接なつながりを特定する。一般的に狭く深いアプローチで、より短い地質年代内の比較的小さな生物群の詳細な分析を行う。

- 進化古生態学 - 進化古生態学は、化石やその他の証拠となるデータを用い、生物とその環境がどのように変化したかを調べる。進化古生態学者は、時間の経過とともに大気、土壌、および水圏の物理的および化学的変化を調べ、生物および環境の変化の両方を見るという俯瞰的なアプローチをとる。進化古生態学者は、環境変化の状況における進化と絶滅のパターンを研究することによって、現生の種や環境における脆弱性について調べることもできる。

- 地域古生態学 - 地域古生態学は、統計分析を使用して、動植物群の組成および分布を調べる。生物がどのように関連しているかを定量化することによって、地域古生態学者は古代の生物群集の構造を調べることができる。テクノロジーの進歩が、物理モデルとコンピュータベースの分析を可能にし、この分野を推進するのに役立っている。

## 基本原理

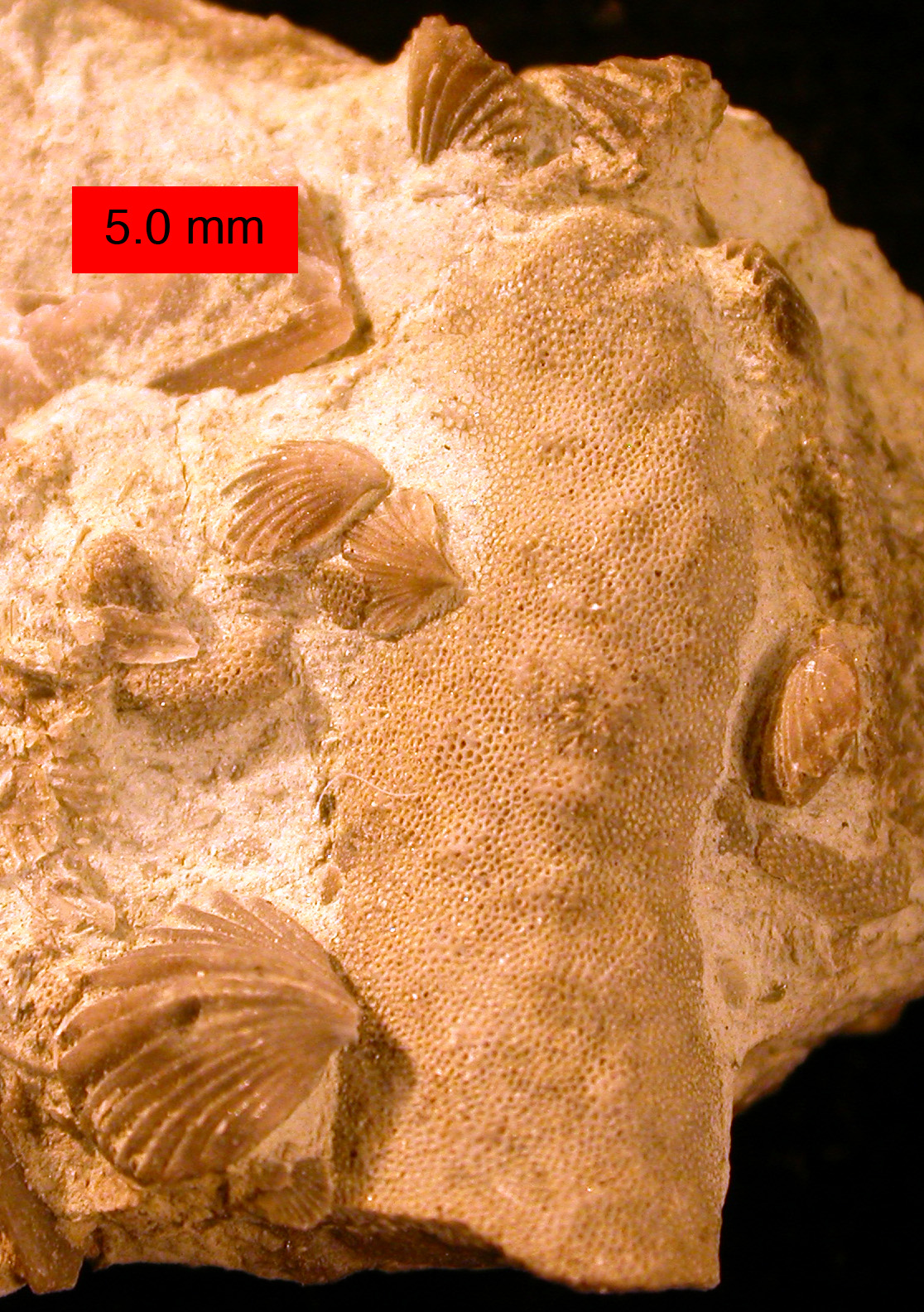
ジゴスピラ・モデスタZygospira modestaという腕足類。コケモモ類に着底し、もとの状態のまま保存されている。インディアナ州南部のシンシナティアン期(前期オルドビス紀)

化石生物の行動や相互関係は直接（生態学のように）観察されないかもしれないが、古生物学者は個体と地域の両方を記述し分析する。そうするために、古生物学者は以下の仮定を行う。
- 全ての生物は特定の環境とライフスタイルに適応し制限されている。
- 基本的に全ての生物は他の生物に、直接的あるいは間接的に、依存している。
- 化石その他の堆積記録は抜本的に不完全かつ地質記録は選択的で、環境によって保存されやすいものとそうでないものがある。
- 方法論的斉一説：斉一説とは、地質学的過去において作用したプロセスが、今日観察されているものと同じであるという地球観である。古生物学では、斉一説が方法論として使われている。古生物学者は、古生物や環境について、現在の類推に基づいて推論する[1]。

## 古生態学の方法論
古生態学の目的は、今日までに発見されている生物の生活環境の中で最も現実的で最も詳細なモデルを化石から復元することである。このような復元は、環境の温度（気温、水温）、食糧供給、および日照のプロセスなどの環境要因間の複雑な相互作用を考慮に入れる。多くの場合、この情報の多くは、化石化の過程や周囲の堆積物の状況によって失われたり変質したりして、解釈が困難になっている。
環境複雑性要因は、通常、入手可能な数値データ（定量的古生態学または層序学）の統計分析によって取り組まれているが、化石化のプロセスの研究はタフォノミーの分野で扱われる。